# Bodega Montferry
La bodega Montferry és un establiment situat al carrer de Serra i Arola, 13 al barri de Sants de Barcelona. Es tracta d'una taverna tradicional catalana, coneguda pel seu vi a granel, entrepans calents, patates braves, bombes de carn i racions de plats propis de la gastronomia catalana per acompanyar el vermut.

## Història i descripció
Va obrir per primer cop l'any 1930 al carrer de Violant d'Hongria, 105, davant dels actuals jardins de Can Mantega, com a Bodega Saró. El 1965 fou traspassada al grup Montferry, una franquícia creada pel vinater català Pere Virgili, veí de Montferri (Alt Camp), que arribà a tenir-ne una vuitantena distribuïdes per tota la ciutat amb la finalitat de donar feina a gent d'aquest municipi i distribuir la producció del seu vi a la capital catalana. Des de llavors, el negoci fou regentat pels taverners catalans Pere Trepat i la seva esposa Eva, fins que el 2013 el traspassaren al geòleg català Marc Miñarro i a la seva parella Raquel Barnús. Aquests, que es decidiren pel món de la restauració amb l'ajuda tributària i jurídica de l'advocat Alberto Moyano, van afegir a la venda del vi a granel i d'aperitius del vermut una carta diversa d'entrepans i truites d'autor, així com també de racions de plats propis de la gastronomia catalana com ara cap i pota, bomba de carn picant, fricandó, pebrot del piquillo farcit, carxofes o mandonguilles amb calamar.
El 2019, l'Ajuntament anuncià el seu pla de catalogar la Montferry i la preservació de les botes de vi com a representatives de la restauració barcelonina i urbana del segle xx, però a les acaballes del 2021 la catalogació inicial no fou finalment acceptada com a permanent. Només pocs mesos després, el primer trimestre del 2022, el propietari de l'immoble anuncià que no renovaria el lloguer a la bodega i que enderrocaria l'edifici per fer-hi un nou bloc de pisos de sis plantes. La marxa de l'establiment, atesa la fidelitat i diversitat de la seva clientela i el prestigi que havia adquirit, va generar un impacte mediàtic significatiu i d'indignació al barri fins al seu tancament el 22 de juliol del 2022, a l'espera que reobrís traslladant-hi tots els elements possibles en un altre local del mateix barri, l'antic bar La Muntanyesa, que es traspassava per jubilació.